# Maurice Manificat
Maurice Manificat (Sallanches, 4 de abril de 1986) es un deportista francés que compite en esquí de fondo.
Participó en cuatro Juegos Olímpicos de Invierno, entre los años 2010 y 2022, obteniendo en total cuatro medallas de bronce: en Sochi 2014 en el relevo (junto con Jean-Marc Gaillard, Robin Duvillard y Ivan Perrillat-Boiteux), en Pyeongchang 2018 en las pruebas de velocidad por equipo (con Richard Jouve) y relevo (con Jean-Marc Gaillard, Clément Parisse y Adrien Backscheider) y en Pekín 2022, en el relevo (con Richard Jouve, Hugo Lapalus y Clément Parisse).
Ganó cuatro medallas en el Campeonato Mundial de Esquí Nórdico entre los años 2015 y 2021.

## Palmarés internacional
| Juegos Olímpicos   | Juegos Olímpicos            | Juegos Olímpicos  | Juegos Olímpicos     |
| Año                | Lugar                       | Medalla           | Prueba               |
| ------------------ | --------------------------- | ----------------- | -------------------- |
| 2014               | Sochi (Rusia)               | Medalla de bronce | Relevo 4 × 10 km     |
| 2018               | Pyeongchang (Corea del Sur) | Medalla de bronce | Velocidad por equipo |
| 2018               | Pyeongchang (Corea del Sur) | Medalla de bronce | Relevo 4 × 10 km     |
| 2022               | Pekín (China)               | Medalla de bronce | Relevo 4 × 10 km     |
| Campeonato Mundial |                             |                   |                      |
| Año                | Lugar                       | Medalla           | Prueba               |
| 2015               | Falun (Suecia)              | Medalla de plata  | 15 km                |
| 2015               | Falun (Suecia)              | Medalla de bronce | Relevo 4 × 10 km     |
| 2019               | Seefeld (Austria)           | Medalla de bronce | Relevo 4 × 10 km     |
| 2021               | Oberstdorf (Alemania)       | Medalla de bronce | Relevo 4 × 10 km     |